# 米田えん
米田 えん（よねだ えん、12月9日 - ）は、日本の女優、声優。神奈川県出身。BLACK SHIP所属。

## 人物
2025年3月31日、同日付でオフィスPACが事業停止したことに伴い、翌4月1日付でBLACK SHIPに移籍。
趣味はロードバイク、カードゲーム、ピアノ、イラスト。特技は歌唱、パズルゲーム早解き。

## 出演

### テレビアニメ
2019年
- イナズマイレブン オリオンの刻印（ナース）
- ファンタシースターオンライン2 エピソード・オラクル（2019年 - 2020年、オペレーター）

2020年
- 啄木鳥探偵處（母親、芸者）

2021年
- すばらしきこのせかい The Animation（花屋の店員）
- ルパン三世 PART6（ジョー）
- サクガン（管制局員A）

2022年
- 永久少年 Eternal Boys（2022年 - 2023年、副社長、女性）
- 勇者が死んだ!（トウカの母）

2024年
- ガールズバンドクライ（隣人妻）
- 烏は主を選ばない（春殿の女房）
- 妻、小学生になる。（浦川の妻）

### 劇場アニメ
- 永久少年 Eternal Boys NEXT STAGE（2023年、スタッフ女）

### OVA
- 無限の住人 IMMORTAL (2019年、芸妓)
- 日本沈没2020 (2020年、避難民C、自衛隊員女)

### Webアニメ
- ルパン三世VSキャッツ・アイ（2023年、受付スタッフ）

### 吹き替え

#### 映画
2018年
- ヴェンジェンス（レイラ・フィッツ）
- バード・ボックス

2019年
- スター・ウォーズ/スカイウォーカーの夜明け
- DCエクステンデッド・ユニバース
  - アクアマン（2019年、ニュース女B 他）
  - ザ・フラッシュ（2023年、看護師女）
  - アクアマン/失われた王国（2024年、ニュース女3）

- フラクチャード（アン〈ステファニー・サイ〉）
- マーベル・シネマティック・ユニバース
  - アベンジャーズ/エンドゲーム（2019年、メイデン）
  - ドクター・ストレンジ/マルチバース・オブ・マッドネス（2022年、女性悪霊3）
  - アントマン&ワスプ:クアントマニア（2023年、母親）
  - ガーディアンズ・オブ・ギャラクシー:VOLUME 3（2023年）
  - マーベルズ（2024年、クリー女1）
  - キャプテン・アメリカ:ブレイブ・ニュー・ワールド（2025年、女性スタッフA）

- マレフィセント2

2020年
- クローゼットに閉じこめられた僕の奇想天外な旅
- リトル・モンスターズ

2021年
- ウィズアウト・リモース
- ザ・ラスト・マーセナリー

2022年
- ミッション:インポッシブル/デッドレコニング PART ONE（技術者1）
- ジュラシック・ワールド/新たなる支配者
- ムーンフォール（ブリング〈ケイティ・ブライアー〉）
- ライズ～コートに輝いた希望

2023年
- 刑事ジョン・ルーサー: フォールン・サン
- グレタ GRETA（レーガン）
- グレッグのダメ日記 どうかしてるよ!

2024年
- 終わらない週末
- Lift/リフト

2025年
- ミッション:インポッシブル/ファイナル・レコニング（信者4女）
- スーパーマン（翻訳女）

#### ドラマ
2019年
- インスティンクト2 -異常犯罪捜査-
- ニュー・アムステルダム 医師たちのカルテ
- NCIS: ニューオーリンズ（ローラ、女性レポーター）
- グッド・コップ（少女）
- グッド・ファイト（タラ）
- 恋するアプリ Love Alarm
- このエリアのクレイジーX
- JETT/ジェット（マリブ）
- SUPERGIRL/スーパーガール
- スクール・オブ・ロック（コナー）
- デュードが僕を強くした
- ブラインドスポット タトゥーの女 (秘書、他)

2020年
- ミスター・メルセデス

2021年
- ヴィンチェンツォ
- THE HEAD（ジェリー〈ナイン・ドゥルソ〉）
- セックス/ライフ
- ナイトフォール -悲運の騎士団-
- ボバ・フェット/The Book of Boba Fett

2022年
- イカゲーム
- キャシアン・アンドー（ビックス・カリーン〈アドリア・アルホナ〉）
- ピースメイカー（ソフィ・ソン〈アニー・チャン〉）
- ミズ・マーベル
- ムーンナイト

2023年
- FARGO/ファーゴ シーズン5（インディラ・オルムステッド〈リチャ・ムールジャニ〉）

2024年
- ジェントルメン
- 危険な情事
- NCIS 〜ネイビー犯罪捜査班 シーズン17 #3
- 山賊のむすめローニャ（ローヴィス〈クリスタ・コソネン〉）
- アガサ・オール・アロング
- スター・ウォーズ:スケルトン・クルー
- ヘルプ・ミー・トッド

2025年
- ヨルガオ殺人事件

#### アニメ
- 三人の騎士の伝説
- スタービーム
- セイス・マノス（ガルシア）
- LEGO スター・ウォーズ/恐怖のハロウィーン（NI-L8）
- LEGO スター・ウォーズ/サマー・バケーション（マールリア）
- リトル・バットマン クリスマスの大冒険（2023年）
- ウォレスとグルミット 仕返しなんてコワくない!（2024年）
- この恋で鼻血を止めて（2025年、ユエン[初出 1]）
- 転生宗主の覇道譚 〜すべてを呑み込むサカナと這い上がる〜（2025年、店主[初出 2]）

### ボイスオーバー
- アメ車カスタム専門 カウンティング・カーズ（女性1）
- アメリカお宝鑑定団ポーンスターズ（アレクシス 他）
- 刀剣の鉄人（医者）
- ナショナルジオグラフィック
  - 「女性刑務所の戦いと真実」（マーティン 他）
  - 「ヒマラヤ 天空ミイラの謎」（リーゼル・クラーク 他）
- BS世界のドキュメンタリー「ワールドカップ招致 闇の功防」（ハイディ・ブレイク 他）

### テレビドラマ
- 十津川警部の事件簿「危険な賞金」（テレビ東京、2020年5月25日） - 警視庁総合相談センターのオペレーター 役

### 舞台
- 神興SP.IN 第5回公演 『居酒屋H.S』（女上司）
- 神興SP.IN 第7回公演 『箱の中の羊』（ニュースキャスターの声）
- 神興SP.IN 第8回公演 『キミのエガオでセカイがヤバイ』（シゲオの声）

### 初出話一覧
1. ↑  第8話初出
2. ↑  第4話初出